# Silvia Pisano
Silvia Pisano (ur. 27 lipca 1990 w Moncalieri, Włochy) – włoska piłkarka, grająca na pozycji pomocnika.

## Kariera piłkarska

### Kariera klubowa
Wychowanka klubu ACF Torino. W 2006 rozpoczęła karierę piłkarską w Torino. W 2010 została zaproszona do Juventusu, ale po roku przeniosła się do ACF Alessandria. Potem występowała w klubach Alba i Acqui. Latem 2016 została zawodniczką Valpolicella.

### Kariera reprezentacyjna
Broniła barw juniorskiej reprezentacji U-17. Potem występowała w juniorskiej reprezentacji U-19 na Mistrzostwach świata U-19 w 2008 roku.

## Sukcesy i odznaczenia

### Sukcesy piłkarskie
reprezentacja Włoch
- mistrz Europy U-19: 2008

Torino
- mistrz Campionato Primavera: 2006, 2007